# Aenictus lifuiae
Aenictus lifuiae é uma espécie de formiga do gênero Aenictus.